# Aeropuerto de Fort McPherson
El Aeropuerto de Fort McPherson (del inglés: Fort McPherson Airport) (IATA: ZFM, OACI: CZFM) está ubicado a 2 MN (3,7 km; 2,3 mi) al sur de Fort McPherson, Territorios del Noroeste, Canadá.

## Aerolíneas y destinos
- Kenn Borek Air
  -  Aklak Air
    - Inuvik / Aeropuerto de Inuvik